# Incidente del islote Snipe
El incidente del islote Snipe tuvo lugar en 1958 entre fuerzas navales de la Argentina y Chile, sin enfrentamiento directo entre ellas, por la posesión de ese islote ubicado en el canal Beagle (54°57′S 67°9′O / -54.950, -67.150) entre las islas Navarino, Picton y Grande de Tierra del Fuego.
El Snipe, ubicado a una milla de Navarino, es una pequeña formación rocosa con escasa vegetación que estaba ocupado por un indígena yagán chileno de esa isla, autorizado por ese país a apacentar ovejas en él.

## Antecedentes
Los dos países disputaban sus derechos de soberanía en la región, y el islote era pretendido por ambos (véase Mapas del Canal Beagle desde 1881). El Canal Beagle, en su boca oriental, se abre en dos brazos con sus respectivas bocas; Chile consideraba que el límite binacional debía de correr por el brazo norte, llamado Canal Moat; pero la Argentina, en cambio, postulaba que el curso a optar para definir el término fronterizo era el brazo sur o paso Picton por ser más profundo, el cual discurre entre las islas Navarino y Picton, y luego entre esta última y Lennox. Por lo tanto, Picton y Nueva quedarían no al Sur del canal Beagle sino al Noreste y que de acuerdo al Tratado de Límites de 1881 entre Chile y Argentina le pertenecían (véase Laudo Arbitral de 1977).
También la Argentina consideraba al grupo de islas Picton, Nueva y Lennox como propias al afirmar también que ellas se asentaban en aguas del Atlántico, mientras que Chile sostenía que todas las islas y aguas en disputa pertenecían al Pacífico, en concordancia con su teoría de la división natural de los océanos o del Arco de Scotia.

## Incidente

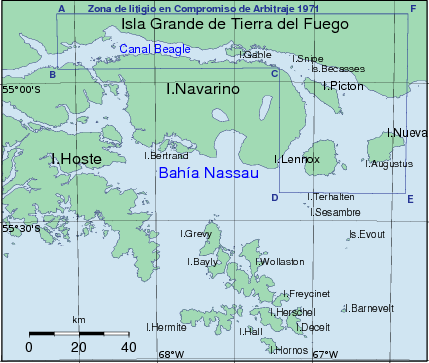
La zona del conflicto, con el islote Snipe, entre las islas Navarino, Picton y Tierra del Fuego.

El 5 de diciembre de 1957 un helicóptero del buque argentino ARA General San Martín sobrevoló el islote Snipe. El 12 de enero de 1958 la tripulación del transporte chileno Milcavi levantó una baliza metálica ciega sobre una base de concreto con el fin declarado de ayudar a la navegación en la zona. El 1 de mayo el patrulero Lientur instaló e inauguró un fanal, dando a conocer su ubicación en el Boletín de Avisos a los Navegantes. El patrullero estaba comandado por el capitán de corbeta Hugo Alsina Calderón.
El almirante Isaac Francisco Rojas relató la reacción argentina en las Jornadas del Canal Beagle y Atlántico Sur, cuyo objeto era promover el rechazo del laudo arbitral de 1977.

Cuando fui informado del ilegítimo acto posesorio llevado a cabo por Chile, pero que significaba un pasito adelante en su indetenido avance hacia las metas que se ha fijado, resolví de inmediato, como comandante de Operaciones Navales, aconsejar una contramedida enérgica. Me acompañaron la comprensión y el apoyo de todas las autoridades del gobierno de la revolución libertadora que estaba próximo a terminar su gestión. Tanto el presidente Aramburu, como el ministro de Marina almirante Hartung, como el de relaciones exteriores, doctor Ceballos, como la junta militar en pleno aprobaron sin vacilar lo proyectado. Yo, en persona, llevé a Ushuaia una baliza luminosa, la que en la segunda quincena de abril fue instalada en el islote Snipe en lugar de la señal chilena violadora del statu quo.

Para cumplir las órdenes de Isaac Rojas, el 7 de mayo la baliza fue ametrallada y los marinos argentinos del patrullero ARA Guaraní la desarmaron y arrojaron los restos al mar. Los marinos argentinos desembarcaron y construyeron otra baliza con una torre metálica tipo mecano de unos 5 metros de altura en la parte más alta del islote. El 8 de mayo el islote fue sobrevolado por un avión de la Fuerza Aérea de Chile que transmitió la novedad del cambio de faros. El comandante en jefe de la Tercera Zona Naval de Chile, almirante Jacobo Neumann, ordenó la partida del Lientur con la misión de quitar el faro argentino, que se debía cumplir a cualquier costo y empleando la fuerza y las armas si fuere necesario. El patrullero partió con sigilo desde Punta Arenas el 9 de mayo sin que su tripulación supiera su destino. El gobierno de Chile presentó una protesta formal el 11 de mayo y anunció la reposición de la baliza, mientras el gobierno argentino declaró desconocer el incidente y que había dado órdenes a todos sus buques de no intervenir.
El 11 de mayo la tripulación del Lientur desarmó la baliza argentina y llevó sus partes a Puerto Williams para volver el 14 de mayo y rescatar desde el fondo de la bahía los restos del faro chileno y llevarlos también a Puerto Williams. Mientras se desarrollaba esa última tarea una escuadra de tres fragatas argentinas partió de Ushuaia y se detuvo a 3 km del Lientur, luego pasaron cerca, saludaron al patrullero chileno con tres pitazos y continuaron viaje. El jefe de la escuadra desconocía el incidente y no logró respuesta inmediata a su pedido de instrucciones a Ushuaia y a Buenos Aires. Desde esta última Isaac Francisco Rojas había ordenado, ya tardíamente: que lo hundan. 
El 13 de mayo la Cancillería Argentina respondió la nota chilena expresando: 

En nada vulneran la soberanía de Chile, pues el islote Snipe integra un conjunto de islas e islotes que la Nación Argentina ha considerado bajo su soberanía (…) sin desconocer que se trata de una zona cuya delimitación entre ambas naciones aún está pendiente.

El 8 de junio de 1958 la tripulación del Lientur levantó otra vez un faro chileno sobre el islote.
El 9 de agosto el destructor argentino ARA San Juan atacó con fuego de artillería (4 cañonazos) el segundo faro chileno, luego desembarcó personal que lo destruyó completamente y se retiró. Como se temiese que la Armada de Chile reconstruyera el faro, el 11 de agosto regresó el ARA San Juan y desembarcó 80 infantes de marina en el islote con la intención de permanecer en él: mantener la ocupación hasta lograr el reconocimiento por parte del gobierno chileno del carácter litigioso del islote. El comandante naval chileno de la zona envió a través de la lancha patrullera Ortiz al comandante del San Juan, fondeado cerca del islote una serie de cartas de protestas.Veinte infantes de marina permanecían apostados en el Snipe, la mitad de los cuales enfermaron de disentería.
El comandante naval chileno Hugo Alsina Calderón que tenía a cargo el patrullero Lientur, señala:

La pequeña lancha patrullera «Ortiz» llegó varias veces al costado del destructor «San Juan» que se mantenía fondeado en las cercanías para proteger a los infantes de marina instalados en tierra, y le entregaba cartas de protesta a su Comandante, señalándole que, de no hacer abandono de la zona, sería atacado y hundido por la flota chilena que navegaba hacia el sur.

El incidente movilizó la opinión pública chilena que reaccionó indignada, mientras en la Argentina pasó casi desapercibido. Chile envió a la región dos fragatas y una unidad de Infantería de Marina altamente entrenada en combate nocturno y asalto a acantilados (muy útil para asaltar la cara más escarpada del Islote y que seguramente tendría menos defensas) procedente desde Talcahuano a cargo del teniente Pablo Wunderlich Piderit (posterior comandante de la Brigada IM desplegada el año 1978 y comandante general del Cuerpo de Infantería de Marina). Al llegar a Punta Arenas, Pablo Wunderlich se entera de que en la zona del incidente, el comandante Hugo Alsina Calderón que tenía a cargo el patrullero Lientur dio cuenta de que no fue necesaria el uso de la fuerza pues "los infantes de marina (argentinos) se reembarcaron y el destructor «San Juan» zarpó raudamente de regreso a su base, como si no hubiese pasado nada". A pesar de los desplazamientos militares iniciados por Argentina en la zona, ambos gobiernos lograron descomprimir el impasse mediante un acuerdo que retraía la situación al statu quo del año 1957, es decir dejar el islote sin faro y el retiro de los marinos argentinos de él. 
Los días 17 y 18 las cancillerías de ambos países intercambiaron notas emitiendo una declaración conjunta:

Los Gobiernos de la República de Chile y de la República Argentina, animados del común deseo de superar todo motivo de desinteligencia que obste al propósito de resolver amistosa y dignamente los diferendos de límites existentes entre los dos pueblos en la región insular a que se refiere el art. 3° del Tratado de 1881, en consonancia con los vínculos que a través de la historia han mantenido, y con los principios de confraternidad continental que comparten, declaran:

1° Que concuerdan retrotraer la situación de hecho y de derecho en el Islote Snipe a la que existía antes del 12 de enero pasado, y consecuentes con sus anhelos de paz y armonía, convienen en el retiro de las fuerzas argentinas que se encuentran en el mismo.

2° Que afirman su intención de recurrir a los medios de solución pacífica de controversias internacionales, para llegar a la brevedad al arreglo de los problemas limítrofes pendientes en la mencionada zona, acordando el mantenimiento de la situación existente hasta tanto se llegue a la demarcación definitiva.

## Consecuencias
En 1958 la guerra entre ambos países pudo ser detenida, pero el conflicto permaneció latente y 20 años más tarde se llegaría a una crisis aún más grave. El 22 de diciembre de 1978 la Argentina dio marcha a la Operación Soberanía para ocupar militarmente las islas de la región. Para impedir hechos consumados, en 1978 Chile había ocupado ya militarmente las islas en disputa.
Para compensar la disparidad numérica entre ambas flotas, el gobierno de Carlos Ibáñez del Campo promulgó la «Ley Reservada del Cobre» (Ley N° 13196) que destinó una parte de las ganancias provenientes de la explotación del cobre en Chile al presupuesto de defensa; por este hecho, se conoció también a esta norma como «Ley del Cobre».
Tras la firma del Tratado de paz y amistad entre Argentina y Chile basado en el Laudo Arbitral de 1977, el islote Snipe fue reconocido bajo soberanía chilena por Argentina, terminando así el conflicto sobre su soberanía.